# TT Games
El grupo TT Games es un desarrollador y distribuidor de videojuegos británico. Se compone de tres divisiones, Traveller's Tales, TT Fusion y la distribuidora TT Games Publishing. TT Games ha estado en funcionamiento desde 2005.
TT Games Publishing está ubicada en Maidenhead, Berkshire, Inglaterra, y es la única distribuidora especializada en juegos de ordenador y videojuegos para jugadores jóvenes y sus familias.
TT Games es muy conocido por sus títulos de Lego Star Wars. TT Games posee los derechos mundiales para desarrollar videojuegos de Lego. TT Games también posee los derechos de desarrollo y publicación de videojuegos del "Libro Guinness de los récords".
El 8 de noviembre de 2007, Warner Bros. anunció que iba a comprar el grupo TT Games por una cantidad no revelada como parte de su expansión en la industria del videojuego.

## Divisiones
Traveller's Tales ha estado haciendo juegos para mayores de 18 años, con más de 45 millones de copias vendidas hasta la fecha. La compañía emplea a más de 150 personas en su estudio en Knutsford, bajo el mando del director general Jon Burton.
La desarrolladora independiente Embryonic Studios, formada por el personal clave de Gizmondo/Warthog, fue adquirida por Traveller's Tales en 2006. Siendo renombrada a TT Fusion, trabaja actualmente en versiones para DS de los juegos de consola que TT tiene en producción, así como trabajo de prototipo sobre en futuros juegos de TT.
El estudio de Oxford de Traveller's Tales fue cerrado. El equipo fue responsable de Crash Twinsanity y Super Monkey Ball Adventure.